# Asconema foliatum
Asconema foliatum är en svampdjursart som först beskrevs av Robert Fredric Fredrik Fristedt 1887.  Asconema foliatum ingår i släktet Asconema och familjen Rossellidae. Inga underarter finns listade i Catalogue of Life.